# La cruz de Marisa Cruces
La cruz de Marisa Cruces é uma telenovela mexicana, produzida por Ernesto Alonso pela Televisa e exibida em 1970 pelo El Canal de las Estrellas.
Protagonizada por Amparo Rivelles e Carlos Bracho, antagonizada por Claudia Islas, Noé Murayama e Raquel Olmedo.

## Elenco
- Carlos Bracho - Alfredo Roldan
- Amparo Rivelles - Maria Cruces
- Noé Murayama - Guillermo Chavez
- Jorge Vargas (ator) - Cristian
- Otto Sirgo - Hector
- Claudia Islas - Violeta
- Raquel Olmedo - Raquel
- Silvia Pasquel - Maria Cruces (jovem)